# Омотско
Омотско (грч. Λειβαδοτόπι, до 1927. грч. Όμοτσκο) је насељено место у општини Нестрам у периферији Западна Македонија, Грчка. Према попису из 2021. године било је 15 становника.
Према бугарском географу и историчару, Василу Канчову, у Омотску је 1900. године живело 247 Словена хришћана. За време грађанског рата село је доста страдало, због борби које су вођене на Грамосу и тада је локално становништво избегло у источноевропске земље. После рата, малобројнима који су нађени по околним селима, грчке власти нису дозволиле да се врате у село.